# 98 Mute
98 Mute fue una banda de hardcore punk procedente de Hermosa Beach, California. Estuvo en activo desde 1993 hasta 2002.

## Historia
La banda se formó en 1993 y firmó con la compañía discográfica Theologian Records en 1995. Su primer álbum de título homónimo (98 Mute) fue publicado en 1996 a través de dicha discográfica. 
En 1997, el grupo realizó una gira con las bandas Blink-182 y Pennywise.
El segundo álbum de 98 Mute ("Class of 98"), fue lanzado en 1998, de nuevo con el sello Theologian Records. Poco después, el grupo firmó con la discográfica Epitaph Records. Posteriormente, el grupo publicó dos álbumes de estudio con Epitaph: "Slow Motion Riot" (2000) y "After the Fall" (2002). La banda se separó en septiembre de 2002, poco después de la publicación de su cuarto álbum "After the Fall".
El grupo apareció en varias recopilaciones de punk rock. Un claro ejemplo es la aparición de la banda en los volúmenes 4, 5 y 7 de la serie Punk-O-Rama.
Uno de sus componentes (Justin Thirsk; batería) es hermano de Jason Thirsk, antiguo bajista de Pennywise fallecido en el año 1996.

## Miembros de la banda
- Pat Ivie – voz
- Jason Page – guitarra
- Doug Weems – bajo
- Justin Thirsk – batería

## Discografía
- 98 Mute. Theologian Records (1996).
- Class of 98. Theologian Records (1998).
- Slow Motion Riot. Epitaph Records (2000).
- After the Fall. Epitaph Records (2002).